# Topolò
Topolò is een plaats (frazione) in de Italiaanse gemeente Grimacco.